# Balló Ede
Balló Ede József (Liptószentmiklós, 1859. december 16. – Budapest, Erzsébetváros, 1936. október 30.) magyar festőművész, művészetpedagógus.

## Életpályája
Balló Ede és Adriáni Janka fia. 1877-től a budapesti Mintarajziskolában tanult. 1881-től Bécsben katonáskodott, egyúttal Christian Griepenkerl osztályában a Bécsi Képzőművészeti Akadémia hallgatója volt. Művészeti tanulmányait 1882-től Münchenben, Otto Seitz tanítványaként, majd 1883–84-ben Budapesten Benczúr Gyula mesteriskolájában folytatta. 1884-től 1891-ig Budapesten középiskolai rajztanár volt. A szünidőket rendszeresen Párizsban töltötte, ahol 1891-ben William-Adolphe Bouguereau  és Jean-Paul Laurens tanítványaként, a Julian Akadémián aktfestészetben képeztette magát, majd még abban az évben Spanyolországban nagy mesterek – Frans Hals, Jan van Eyck, Salomon van Ruysdael, Diego Velázquez – ismert alkotásait másolta, majd rövid időre Rómában a Palazzo Veneziában kapott műtermet.

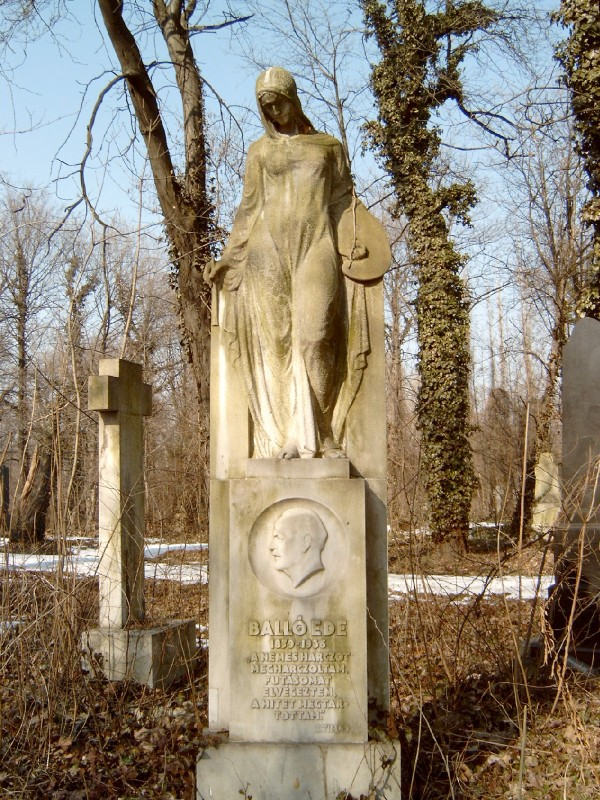
Balló Ede sírja Budapesten. Kerepesi temető: 48/4-1-31. Pásztor János szobrász alkotása

1894-től 1923-ban történt nyugdíjazásáig a Mintarajziskola, majd az ebből alakult Képzőművészeti Főiskola tanára volt. Tanítványa volt többek között Gulácsy Lajos, Kónya Sándor, Virágh Gyula, Borszéky Frigyes, Frank Frigyes és Hosszu Márton. 1917-ben jelent meg művészetpedagógiai szempontból is jelentős munkája Az olajfestés mestersége címmel, melyet 1935-ben Lipcsében német nyelven is kiadtak. Kora legelismertebb és legkeresettebb arcképfestőinek egyike volt. Jelentős vagyonra tett szert, melyből egy 1917-ben tett alapítványon keresztül fiatal festők tanulmányait és külföldi útjait támogatta. A Szinyei Merse Pál Társaság tiszteletbeli tagjává választotta, 1929-ben a Magyar Arcképfestők Társasága elnöke lett. Tevékenysége elismeréseként 1930-ban Corvin-koszorúval tüntették ki.

## Művészete
Pályája korai szakaszában életképeket is festett, de elsősorban realisztikus, élethű és jellemábrázolásra törekvő portréi jelentősek. Művészetére elsősorban Székely Bertalan művei hatottak. Műveiből egyéni kiállítást rendeztek Budapesten 1914-ben, 1928–29-ben, illetve halála után emlékkiállítást, 1938-ban a Szépművészeti Múzeumban. 1883-tól szerepelt az Országos Magyar Képzőművészeti Társulat kiállításain. Műveit csoportos kiállításon mutatták be 1893-ban Rómában, 1896-ban Budapesten (Millenniumi Kiállítás), 1900-ban Párizsban, illetve 1952-ben Prágában. Régi mesterek festményei után készített másolataiból 2004-ben rendeztek kiállítást a Képzőművészeti Egyetem Barcsay-termében.

### Főbb művei

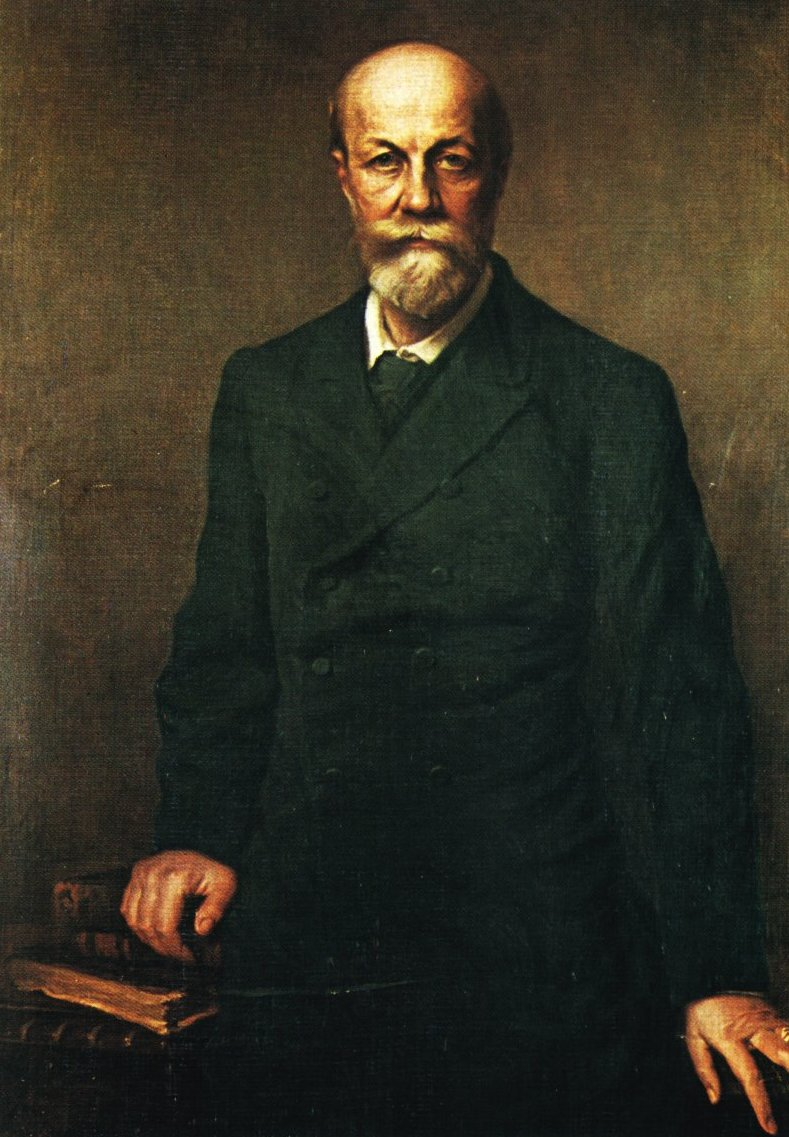
Jókai Mór portré

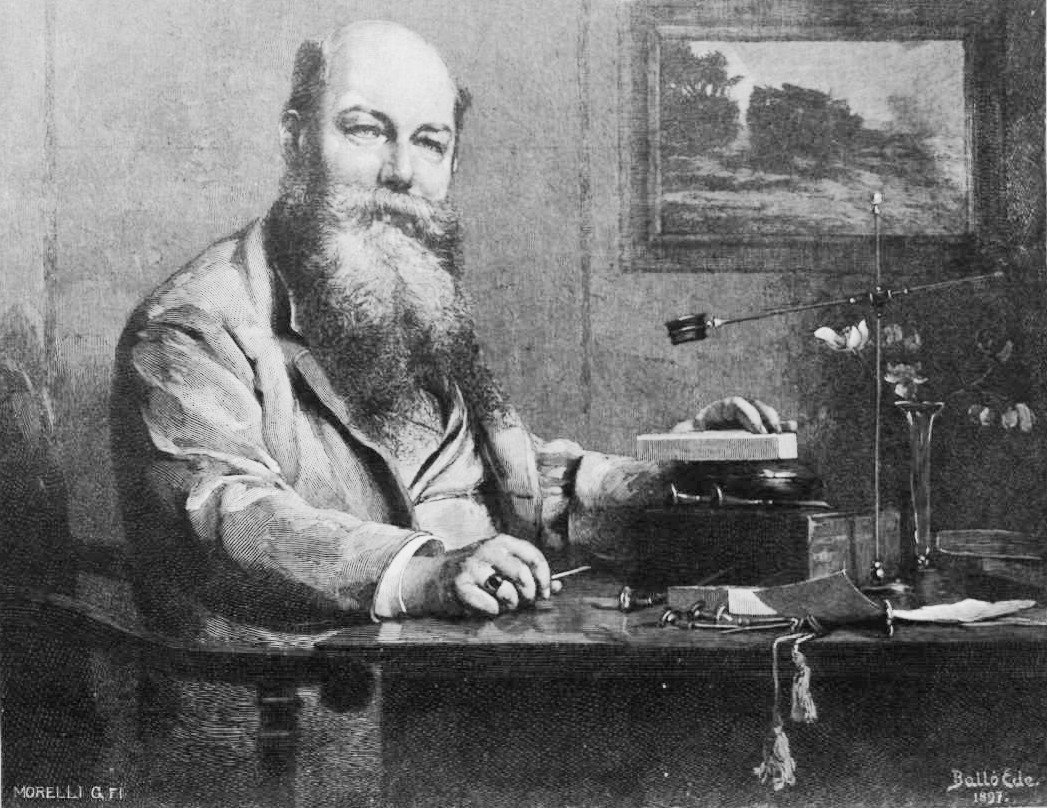
Balló képének metszete Morelli Gusztávról

- Than Mór (1892)
- Apponyi Albert (1892)
- Szoldatits Ferenc (1892)
- Lechner Ödön (1896)
- Morelli Gusztáv (1897)
- Tisza Kálmán (1898)
- Lotz Károly (1898)
- Szilágyi Dezső (1901)
- Telepy Károly (1903)
- Hutÿra Ferenc (1908)
- Szalay Imre (1914)
- Petrovics Elek (1928)
- Hutÿra Ferenc (1929)
- Macalik Alfred

## Társasági tagság
- Magyar Arcképfestők Társasága
- Szinyei Merse Pál Társaság

## Díjai, elismerései
- római nemzetközi kiállítás aranyérme (1893)
- országos kiállítás bronzérme (1895)
- Millenniumi Kiállítás nagy érme (1896)
- állami kis aranyérem (1897)
- párizsi világkiállítás III. érme (1900)
- Magyar Érdemkereszt II. osztálya (1928)
- Corvin-koszorú (1930)
- Magyar Érdemkereszt II. osztályához a csillag (1931)

## Galéria

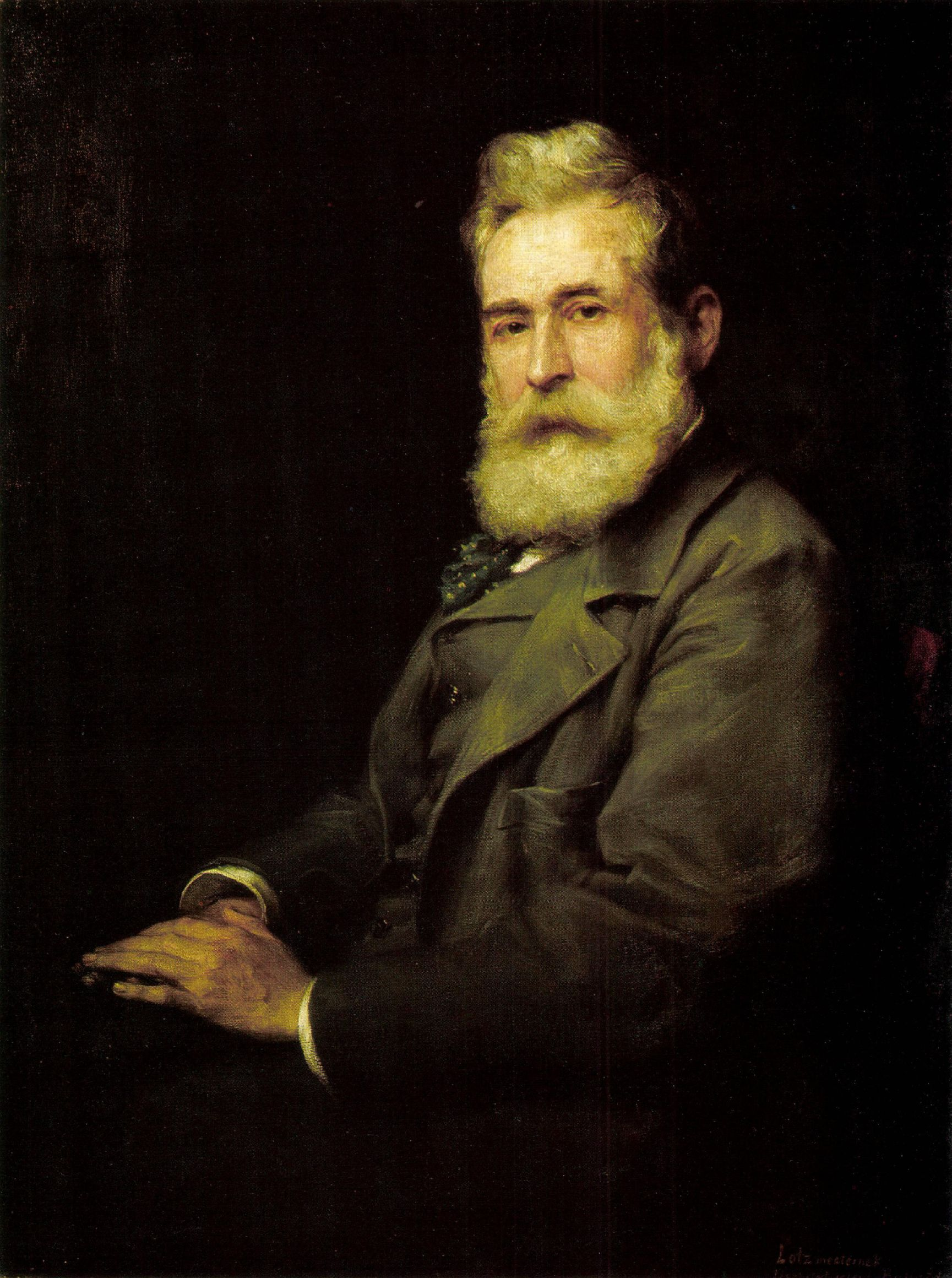
Lotz Károly portré 1898
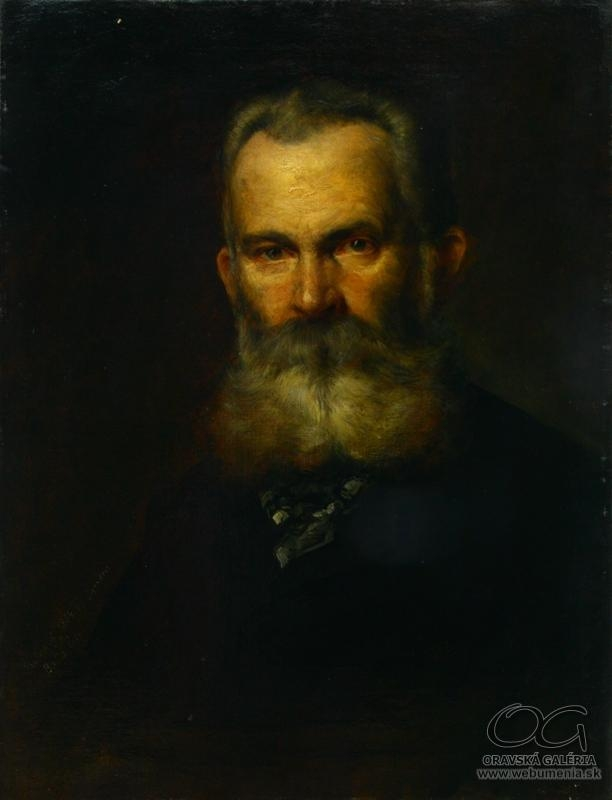
Boemm Teodor portré 1884
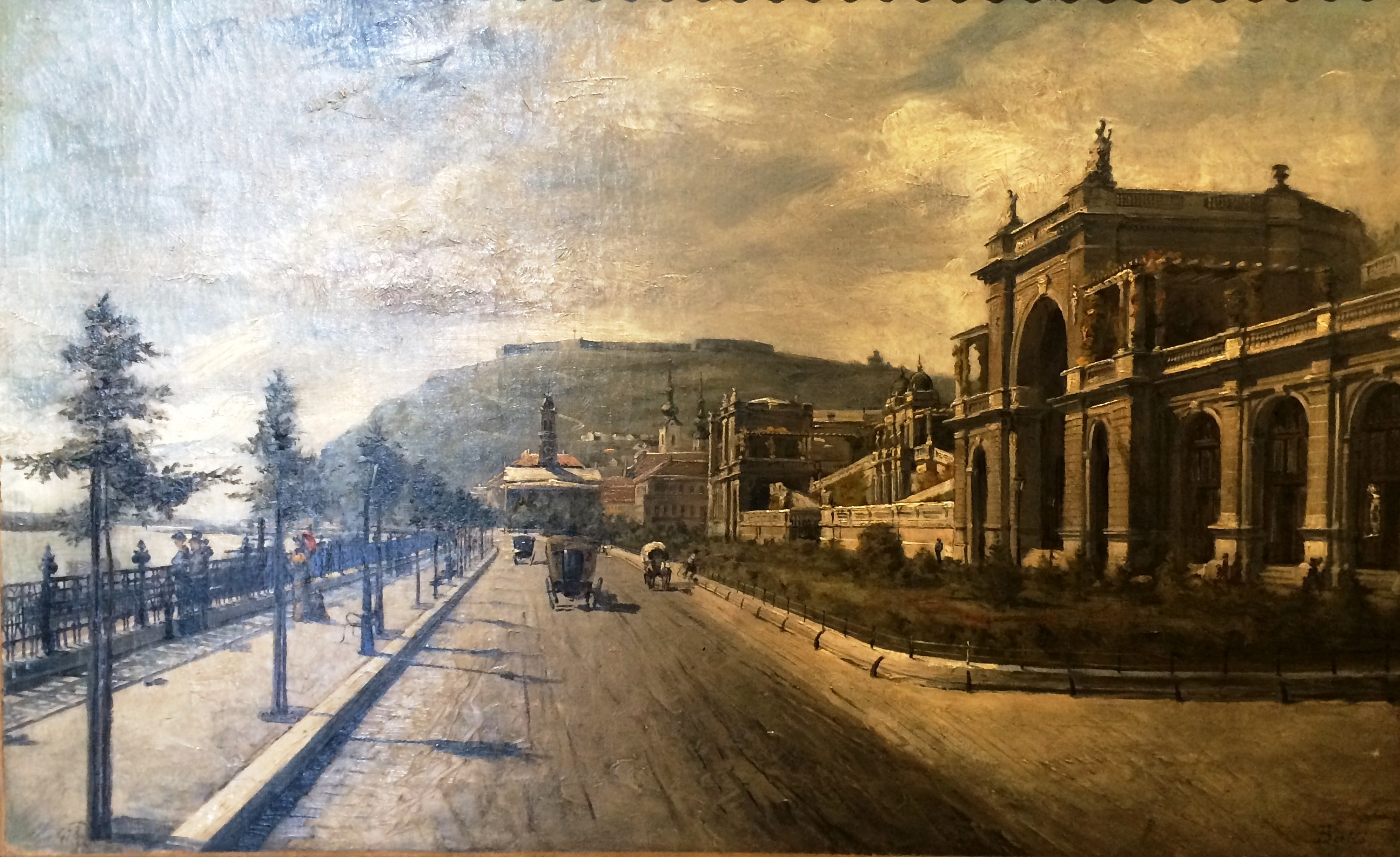
Várkert 1890
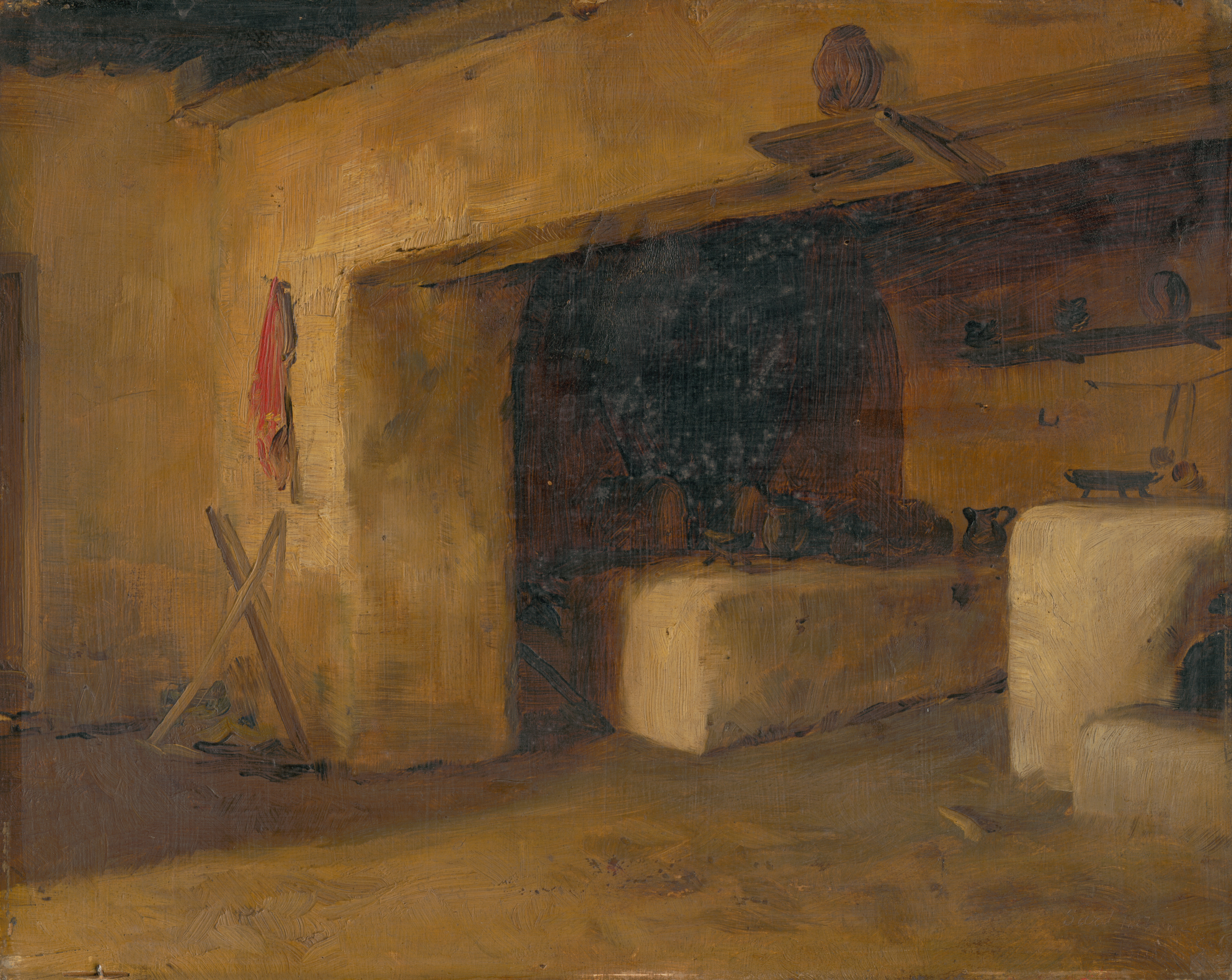
Parasztház enteriőr 1887, Szlovák Nemzeti Galéria
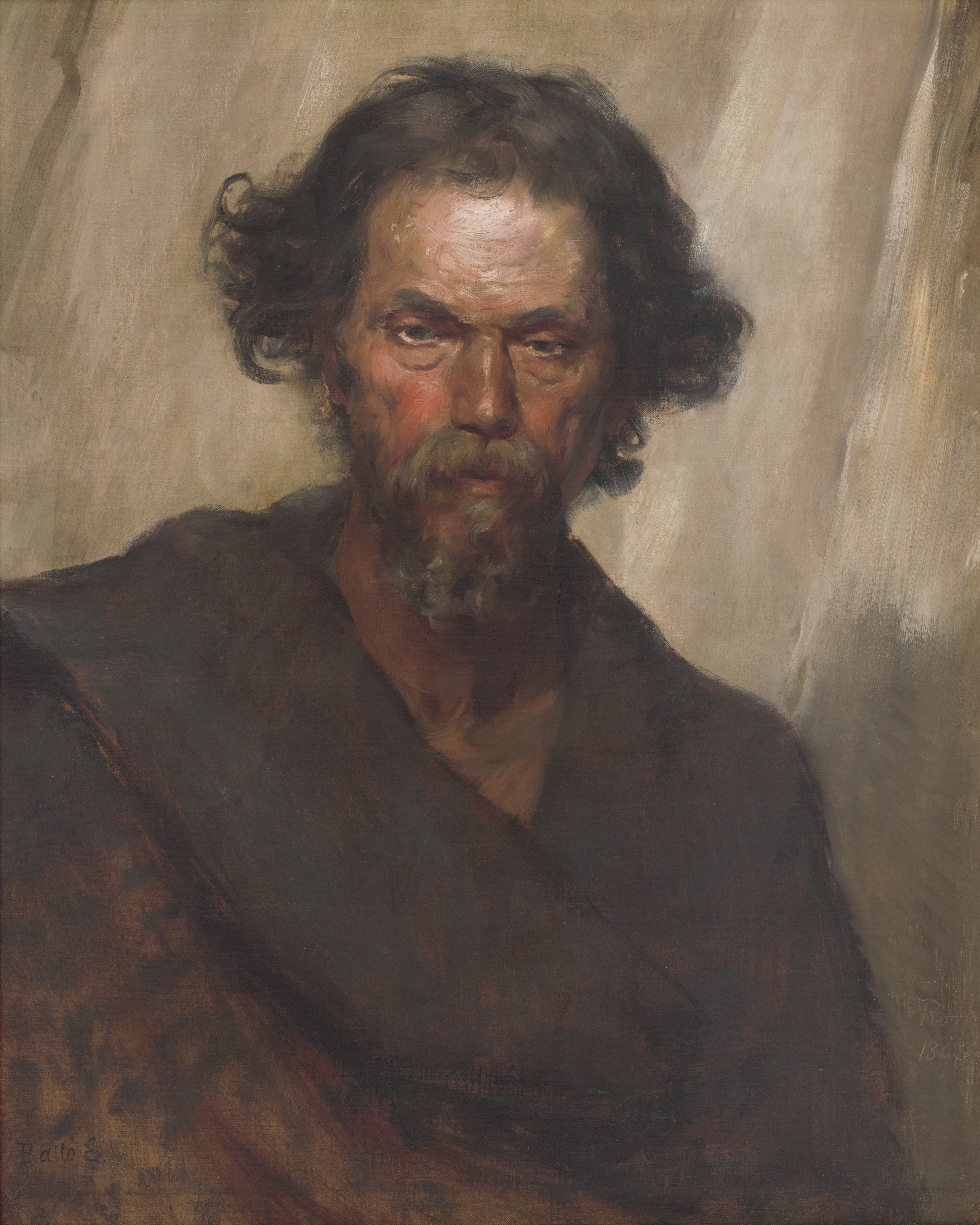
Román csavargó 1893, Szlovák Nemzeti Galéria